# Apollón
Foibos Apollón (2. pád Foiba Apollóna ; řecky Φοῖβος Απόλλων; latinským přepisem Apollo; Foibos = Zářící) je v řecké a římské mytologii a náboženství bohem, synem Dia a Létó a dvojčetem bohyně Artemis. V pozdějších dobách byl také identifikován s Héliem, který je zosobnění Slunce; jeho sestra Artemis byla ztotožněna s bohyní Měsíce Seléné. Jméno tohoto boha v etruské mytologii zní Aplu.

## Symboly a oblasti božství

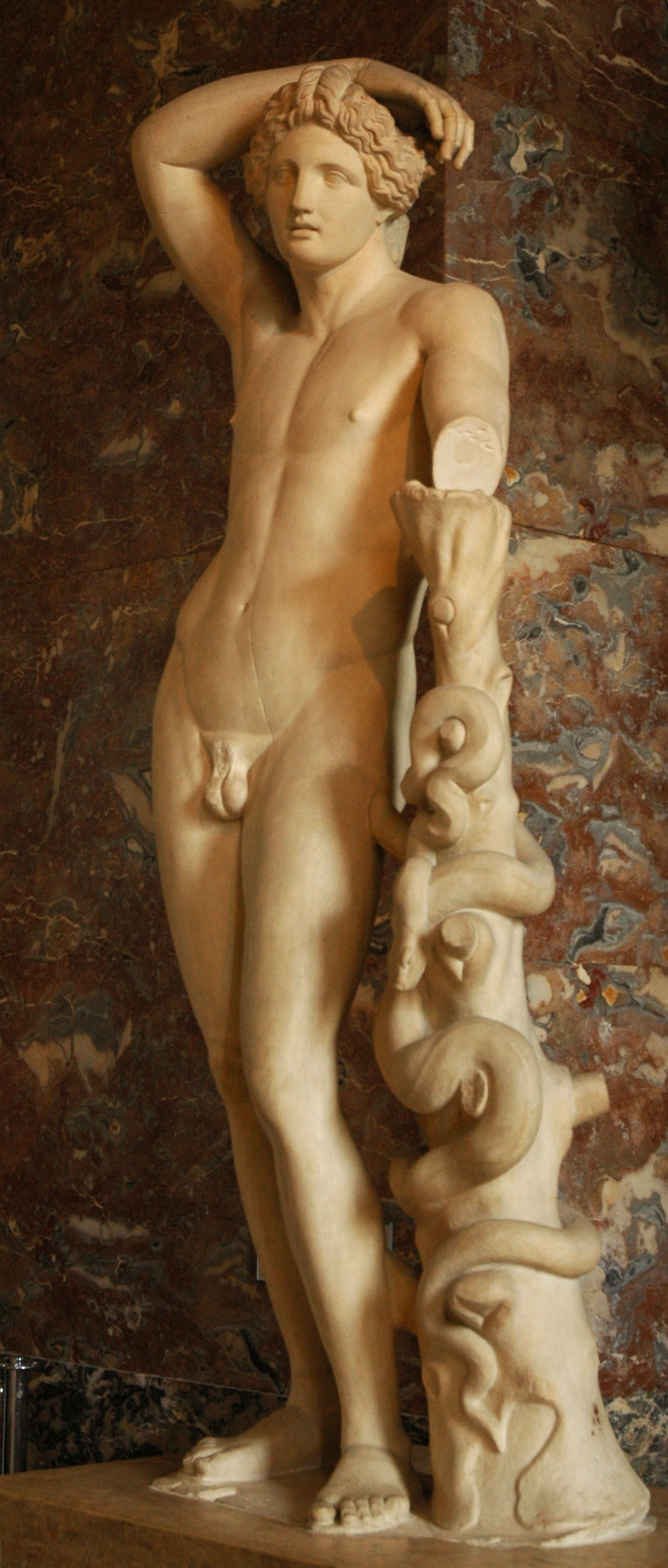
Lýkijský Apollón - římská kopie řeckého originálu vytvořená ve 4. století

Apollón je považován za božstvo, které má moc nad morem, světlem, sluncem, uzdravením, uměním, básnictvím, lukostřelbou, věštbami a proroctvími, kolonisty, tancem, rozumem a které též chrání stáda. Slavná Apollónova věštírna stála na Krétě. Zejména jeho schopnost uvedená jako první působí podivně ve výčtu dalších. Uvádí se však, že při udržování bohem stanovených pořádků dokázal trestat morem - jeho šípy vždy zasáhly cíl a přinesly mor. Stejně tak ale uměl nemoci léčit a dokonce i odvracet či odhánět přírodní pohromy.
Apollón je znám též jako vůdce Múz (μουσηγέτης múségetés). Mezi jeho atributy patří labuť, vlci, delfíni, luk se šípy, vavřínový věnec, citera či lyra. Dalším z apollónských symbolů je trojnožka, symbol prorocké síly. K Apollónově poctě se pořádaly každé čtyři roky pýthijské hry v Delfách. Apollón byl jejich patronem a věšteckým bohem. Byl totiž prorockým bohem pro delfskou věštírnu a byl mu v Delfách zasvěcen chrám. Hymny k Apollónově poctě se nazývají pajány.
V umění je Apollón často stavěn do protikladu s Dionýsem, neboť je spojován s harmonií, řádem a rozumem, kdežto Dionýsos, bůh vína, s emocemi a chaosem. Řekové však učili, že se tato božstva navzájem doplňují, neboť jsou bratry.
Jako Olympan patřil do dvanáctihlavého panteonu hlavních řeckých bohů.

## Etymologie
Původ slova Apollón není jasný. Několik příkladů populárních výkladů původu je doloženu u starověkých autorů. Tak Platón ve svém Kratylovi spojuje název s ἀπόλυσις „odplata“, s ἀπόλουσις „očista“ a s ἁπλοῦν „prostý“, zvláště s ohledem na Thessálskou formu jména, Ἄπλουν a nakonec také s Ἀει-βάλλων „stále střílející“. Název ἁπλοῦν je opakovaně navrhován v Plútarchových Moráliích ve smyslu „jednoty“. Hesychius spojuje toto jméno s dórským απελλα, čímž je míněno „shromáždění“, protože Apollón byl bohem politického života, a také podává vysvětlení pro σηκος („ohrada“), ve kterém případě byl Apollón bohem hejn a stád. Je také možné, že apellai vychází ze staré formy Apollóna, kterou je možno srovnat s výrazem Appaliunas, anatolijským bohem jehož jméno může znamenat „otec lev“ nebo „otec světlo“. Řekové později spojovali jméno Apollóna s řeckým slovesem απολλυμι (apollymi) ve významu „zničit“.
Také bylo občas naznačováno, že Apollón pochází z churritského a chetitského božstva Aplu, který byl uctíván zvláště v době „morových let“. Aplu, jak je připomínáno, pochází z akkadského Aplu Enlil, což znamená „Enlilův syn“, titul, který byl dán bohu Nergalovi, který byl spojován se Šamašem, babylónským bohem slunce.

## Původ kultu

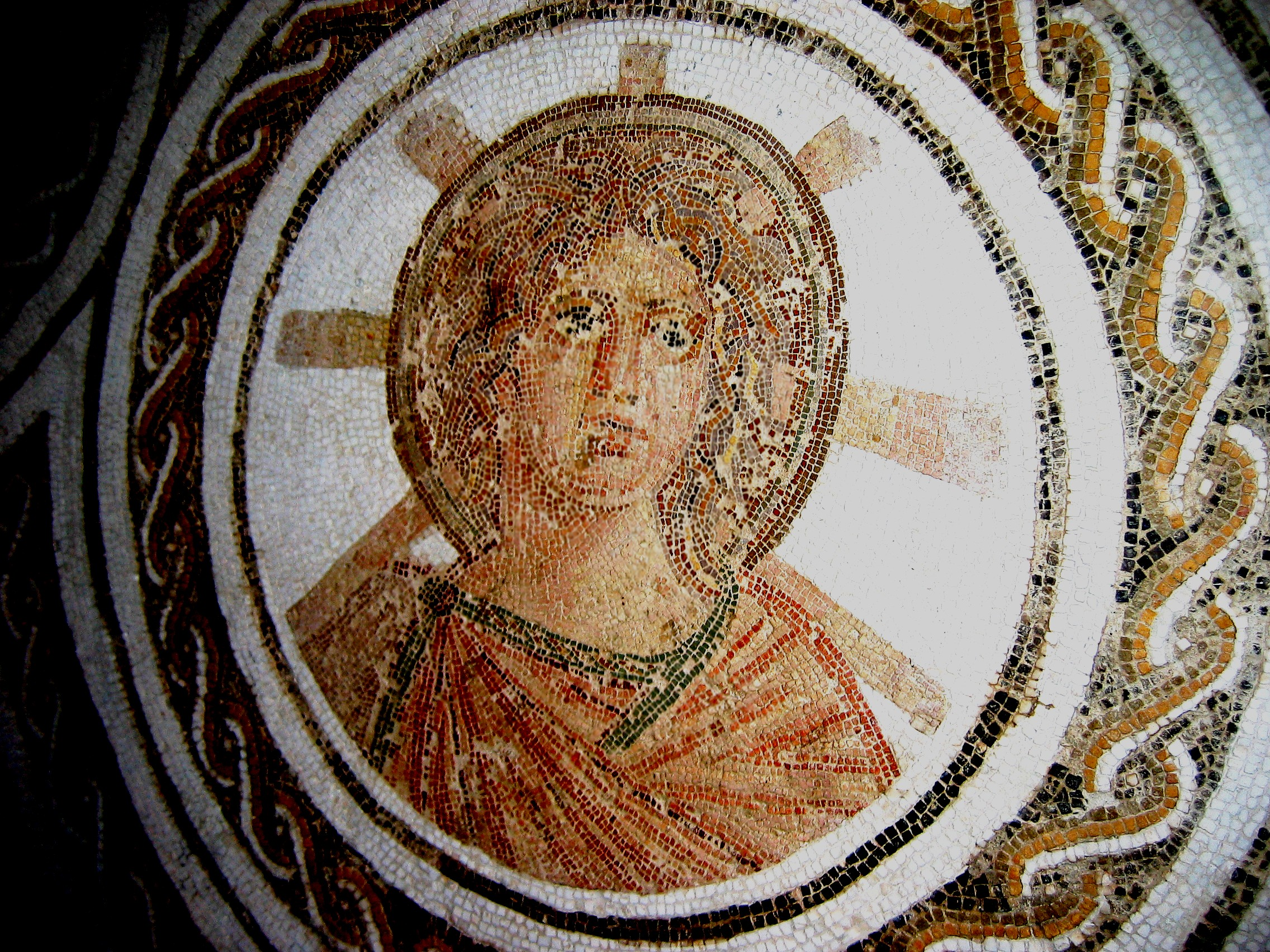
Apolón se zářící gloriolou na římské podlahové mozaice, El-Džem, Tunisko, pozdní 2. století

Zdá se, že jak řecký, tak i etruský Apolón dorazil k Egejcům v archaické době (mezi lety 1100 př. n. l. až 800 n. l.) z Anatolie. Homér zobrazuje Apolóna jako boha stojícího v průběhu Trojské války na straně Trojanů proti Achajcům a byl spojován s Luwianským bohem Apaliunasem, který přišel na západ z blízkého východu. Chetitský a churritský Aplu z pozdní doby bronzové (1700 př. n. l. až 1200 př. n. l.) jako Homérův Apolón, byl bohem moru a podobá se myšímu bohu jménem Apollón Smintheus. Zde vzniká apotropaická situace, kdy bůh přinášející původně mor byl vyzýván, aby ho ukončil, postupným splynutím v průběhu času s mykénským božským „doktorem“ Paieonem; Paean byl u Homéra řeckým bohem lékařství. Podle dalších autorů, je toto slovo pouhým přídomkem Apolóna k jeho funkci boha uzdravování, i když je dnes zřejmé, že Paean byl původně originálním a samostatným božstvem.
Homér nechal tuto otázku nezodpovězenu, zatímco Hésiodos oddělil od sebe dva bohy a v pozdější poezii byl Paean vyvoláván nezávisle jako bůh uzdravování. Stejně obtížné je oddělit Paeana či Paeona ve smyslu „léčení“ od Paeana ve smyslu „písně“. Tak jsou myšleny odkazy na starověkou asociaci mezi léčivou silou a zpěvu zaříkadel, ale vidíme tu zároveň už posun do původního „léčitelství“ k postupnému oddělení „chvalozpěvu“ (hymnu) z fráze Ιή Παιάν.
Takové písně byly původně adresovány Apolónovi a později dalším bohům (tj. Dionýsovi, Héliovi, Asklépiovi) asociovaných s Apolónem. Okolo 4. stol. př. n. l. se Paneon stal formulí zbožňování; byl používán buď k vzývání ochrany proti chorobě či neštěstí anebo nabídnut jako díky za takto poskytnutou ochranu. Tak se postupně touto cestou dospělo k tomu, že Apolón začal být uznáván jako bůh hudby. Apolónova role mstitele, který zabil Pýthóna, k jeho atributům přidružila boj a vítězství; z tohoto důvodu se vyvinul u Římanů zvyk vzývat ho před tím, než se vydala armáda na pochod, před zahájením boje, před opuštěním přístavu flotilou a také po vítězné bitvě.
Spojení s Apolónem umožňovalo věštcům předpovídat výsledky nemocí. Apolón zabil Pýthóna u Delf a naplnil tak věštbu, že se stane vítězem nad podvědomými hrůzami. Apolón je zlatovlasý jako slunce; je lukostřelcem, který svými šípy způsobuje smrt; je bohem hudby a lyry. Do jeho sféry působnosti patřilo také uzdravování: byl otcem Asklépia, boha lékařství. Součástí jeho družiny byly také Múzy, takže s Apolónem je spojena také hudba, dějepisectví, divadlo, poezie nebo astronomie.

## Kultovní místa

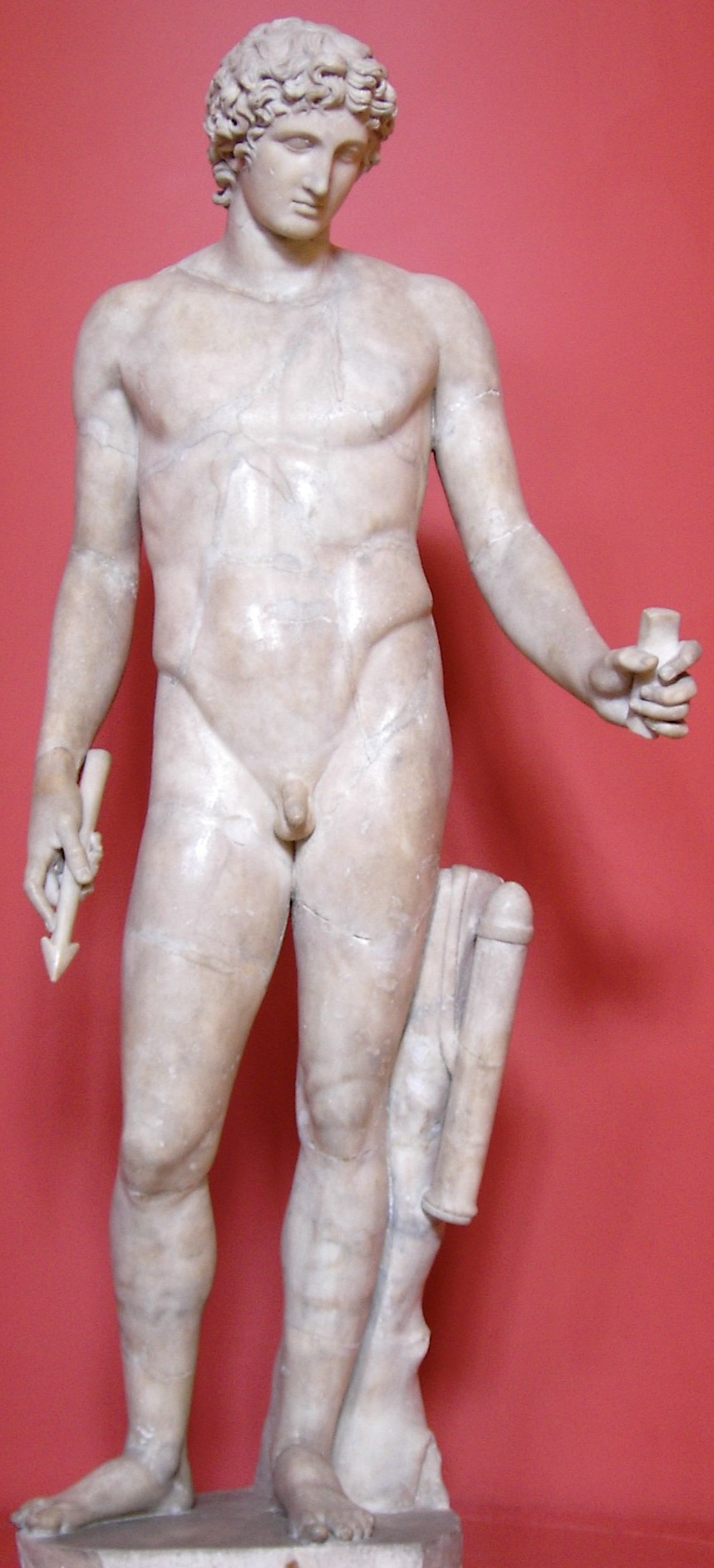
Apolón ("Adonis" z Centocelle), římská socha ve stylu řeckého originálu (Ashmolean Museum)

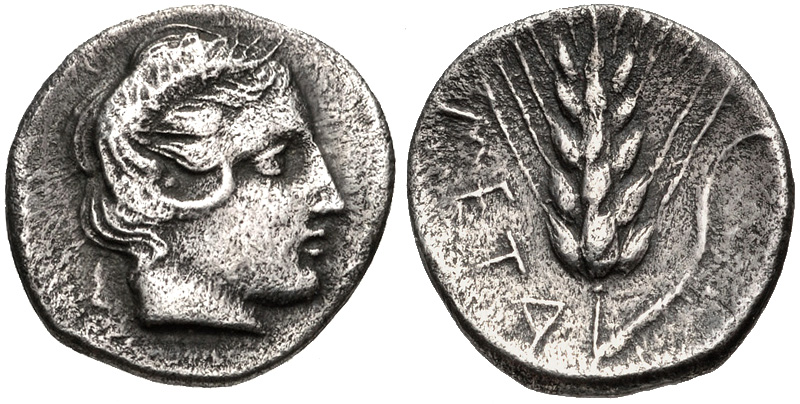
Apolón s rohy, Apollon Karneios, 430-400 př. n. l.

Neobvyklé, vzhledem k ostatním olympským bohům, je to, že Apolón měl, vzhledem ke svému širokému vlivu, dvě základní kultovní místa: Délos a Delfy. V praktikování tohoto kultu byli délský a pýthijský Apolón (Apolón z Delf) tak odlišní, že oba mohli mít svatyni na jednom místě. Teoforická jména jako Apollodorus nebo Apollonios a název měst Apollonia je možno nalézt díky řečtině v celém světě. Apolónův kult byl již plně rozvinut v době počátku písemných zdrojů, okolo roku 650 př. n. l.

### Věštecké svatyně
Apolón měl proslulou věštírnu v Delfách a další pozoruhodné byly umístěny v městech Klaros a Didyma. Jeho věštecká svatyně v Abai ve Fokidě, kde nosil toponymický přídomek Abaueus (řecky: Ἀπόλλων Ἀβαῖος, Apollon Abaios) byla tak důležitá, že od ní přijímal rady Kroisos (Hérodotos 1.46). Mezi jeho věštecké svatyně patří:
- V Didymě, věštírna na anatolském pobřeží, jihozápadně od lýdských Sard, ve které kněží získávali inspiraci pitím vod léčivých pramenů, nacházejících se uvnitř chrámu.
- V Hierapolisu Bambyce v Sýrii (dnešní Manbidž) podle pojednání De Dea Syria, svatyně syrských bohů obsahovala také obraz vousatého a ošaceného Apolóna.
- V Délu byla během léta věštírna délského Apolóna. Heiron (svatyně) Apolóna sousedil s posvátným jezerem, což bylo místo, kde se bůh údajně narodil. Zde byl nalezen oltář Keraton z rohů.
- V Korintu Korintská svatyně přenesená z města Tenea zřejmě válečnými zajatci z Trojské války.
- V Bassai na Peloponésu
- V Abae ve Fokidě
- V Delfách, kde Apolón oznamoval vůli nejvyššího boha Dia prostřednictvím věštkyně Pýthie
- V Pataře v Lýkii, kde se nacházela sezónní zimní věštírna, o které se věřilo, že do ní přichází bůh z Délu. Podobně jako v Delfách, byla i v Pataře věštkyní žena.
- V Klaru na západním pobřeží Malé Asie.
- V Segestě na Sicílii.

Věštírny byly také zřizovány pro Apolónovy syny.
- V Oropu, severně od Athén, Amfiáraova věštírna, o němž se říkalo, že je Apolónovým synem; nacházely se zde také posvátné prameny.
- V Labadei, 32 km východně od Delf. Zabil Trophonius, další z Apollónových synů, svého bratra a pak se ukryl v jeskyni, kde pak byl později dotazován jako orákulum.

## Slavnosti
Hlavní apollónské slavnosti se nazývaly Boedromia, Carneia, Carpiae, Daphnephoria, Delia, Hyacinthia, Metageitnia, Pyanepsia, Pythia a Thargelia.

## Televize a Film
BC-304 Apollo se jmenuje vesmírná bitevní loď, která se ukázala v seriálu Stargate Atlantis (česky Hvězdná brána: Atlantida).